# Estación de Jerez de la Frontera-Mercancías
Jerez de la Frontera-Mercancías es una terminal logística ferroviaria situada en la localidad española de Jerez de la Frontera, en la provincia de Cádiz, comunidad autónoma de Andalucía. La estación pertenece a la red de Adif y está dedicada a la gestión del tráfico de mercancías. Dentro de ella se encuentra también un centro de mantenimiento de Renfe Fabricación y Mantenimiento.

## Situación ferroviaria
La estación se encuentra en el punto kilométrico 103,4 de la línea férrea de ancho ibérico Alcázar de San Juan-Cádiz.

## Historia
La estación de Jerez de la Frontera-Mercancías fue construida por RENFE tras haberse firmado en 1995 un convenio entre el Ayuntamiento de Cádiz, la Junta de Andalucía y el Ministerio de Fomento que buscaba el establecimiento de una instalación logística fuera de la ciudad. Las nuevas instalaciones fueron inauguradas en 2001. La terminal de Jerez cuenta con una playa de vías y con una superficie para uso logístico de 12.500 metros cuadrados.
Desde enero de 2005 Renfe Operadora explota la línea mientras que Adif es la titular de las instalaciones ferroviarias.